# آلاله یخچالی
آلاله یخچالی (نام علمی: Ranunculus crymophilus) نام یک گونه از سرده آلاله است. سردهٔ آلاله در ایران ۵۵ گونهٔ علفی یک ساله و چند ساله دارد. آلاله یخچالی یکی از ۵۵ گونهٔ موجود در ایران است.